# 도이체 그라모폰
도이체 그라모폰(독일어: Deutsche Grammophon)은 1898년에 세워진 독일의 클래식 음반사이다.
1898년 세계 시민권을 가진 미국인 에밀 베를리너가 자신의 미국 음반사인 도이체 그라모폰의 독일 지사를 하노버에 세웠다. 제1차 세계 대전이전까지는 영국의 HMV, 미국의 빅터 토킹 머신사와 제휴 했다. 1941년에는 지멘스 AG가 이 회사를 인수해서, 당시 상표권 분쟁이 있던 His Master's Voice 로고를 버리고 현재 사용하는 튤립 로고로 바꾸었다.
이 회사는 콤팩트 카세트와 콤팩트 디스크를 음반 시장에 본격적으로 도입한 회사이기도 하다. 특히 이 회사와 전속 계약을 한 헤르베르트 폰 카라얀이 콤팩트 디스크 녹음에 적극적이어서, 이 회사의 첫 번째 CD 음반을 리하르트 슈트라우스의 알프스 교향곡을 직접 지휘하여 녹음하기도 하였다.
도이체 그라모폰은 엄청난 양의 카탈로그를 보유하고 있다. 이 방대한 녹음들을 기반으로 최근에는 LP 시절의 녹음들을 DG Originals 시리즈로 재발매하고 있다.